# Manu injectio
 (mai 2008).
Si vous disposez d'ouvrages ou d'articles de référence ou si vous connaissez des sites web de qualité traitant du thème abordé ici, merci de compléter l'article en donnant les références utiles à sa vérifiabilité et en les liant à la section « Notes et références ».
Le manu injectio est l'une des cinq legis actiones (actions de la loi) utilisées durant la Rome antique.
Durant l'Antiquité, à Rome, la Manu Injectio est une voie d'exécution contre un débiteur qui n'avait pas exécuté son engagement. Cette procédure, qui était prévue par la Loi des Douze Tables (450 av. J.-C.), permettait au créancier, au terme de 30 jours sans avoir été payé, de se rendre chez son débiteur afin de le forcer à comparaître devant un préteur.
La procédure est marquée par le formalisme rituel : le créancier devait poser sa main sur son débiteur, prononcer une formule avec les mots juste (à peine de nullité de la procédure), puis il pouvait enchaîner le débiteur et l'emmener de force dans une prison de son domicile où il le tenait prisonnier pendant 60 jours. Si au terme de ces 60 jours, le débiteur n'avait toujours pas trouvé le moyen d'exécuter son engagement, le créancier l'exhibait sur 3 places de marché puis le vendait comme esclave au-delà du Tibre pour se faire payer ses créances, ou le mettait à mort.
Cette procédure apparaît d'abord archaïque et barbare mais à une époque où la population était bien moindre de la nôtre, bien plus que de permettre à un créancier de faire punir un débiteur insolvable, elle permettait à ce créancier de faire savoir à tous ce qui attendait celui qui à l'avenir tenterait de profiter de lui sans contrepartie. Cette procédure, dans laquelle le créancier prend une place plus importante que celle d'une simple victime par sa participation active, avait des fins de dissuasion protégeant le créancier à l'avenir.
En 326 av. J.-C., la lex portelia paperia interdira la mise à mort et la vente du débiteur.